# Бразилия на летних Олимпийских играх 1924
Бразилия принимала участие в Летних Олимпийских играх 1924 года в Париже (Франция), во второй раз за свою историю, но не завоевала ни одной медали.

## Состав и результаты олимпийской сборной Бразилии

### Академическая гребля
Спортсменов — 2
Мужчины
| Соревнование  | Спортсмены                   | Первый раунд | Первый раунд | Утешительный заезд | Утешительный заезд | Финал      | Финал | Итоговое место |
| Соревнование  | Спортсмены                   | Время        | Место        | Время              | Место              | Время      | Место | Итоговое место |
| ------------- | ---------------------------- | ------------ | ------------ | ------------------ | ------------------ | ---------- | ----- | -------------- |
| Двойка парная | Карлос Бранко Эдмундо Бранко | 7:04,0       | 2 (Q)        |                    |                    | Неизвестно | 4     | 4              |

### Лёгкая атлетика
Спортсменов — 8
Первое олимпийское выступление страны в данном виде спорта.
| Спортсмены                 | Соревнование           | Отборочный забег | Отборочный забег | Четвертьфинал | Четвертьфинал | Полуфинал     | Полуфинал     | Финал          | Финал          |
| Спортсмены                 | Соревнование           | Результат        | Место            | Результат     | Место         | Результат     | Место         | Результат      | Место          |
| -------------------------- | ---------------------- | ---------------- | ---------------- | ------------- | ------------- | ------------- | ------------- | -------------- | -------------- |
| Alvaro de Oliveira Ribeiro | 100 м                  | неизвестно       | 5                | не участвовал | не участвовал | не участвовал | не участвовал | не участвовал  | не участвовал  |
| Alvaro de Oliveira Ribeiro | 200 м                  | неизвестно       | 3                | не участвовал | не участвовал | не участвовал | не участвовал | не участвовал  | не участвовал  |
| Нарсису Коста              | 400 м                  | неизвестно       | 3                | не участвовал | не участвовал | не участвовал | не участвовал | не участвовал  | не участвовал  |
| Нарсису Коста              | 800 м                  | N/A              | N/A              | неизвестно    | 6             | не участвовал | не участвовал | не участвовал  | не участвовал  |
| Алфредо Гомес              | 5000 м                 | N/A              | N/A              | N/A           | N/A           | неизвестно    | 9             | не участвовал  | не участвовал  |
| Алфредо Гомес              | индивидуальный кросс   | N/A              | N/A              | N/A           | N/A           | N/A           | N/A           | did not finish | did not finish |
| Alberto Byington           | 110 метров с барьерами | N/A              | N/A              | неизвестно    | 5             | не участвовал | не участвовал | не участвовал  | не участвовал  |
| José Galimberti            | толкание ядра          | N/A              | N/A              | N/A           | N/A           | 11.30         | 9             | не участвовал  | не участвовал  |
| José Galimberti            | метание диска          | N/A              | N/A              | N/A           | N/A           | 36.52         | 7             | не участвовал  | не участвовал  |
| Octávio Zani               | толкание ядра          | N/A              | N/A              | N/A           | N/A           | No mark       | 8             | не участвовал  | не участвовал  |
| Octávio Zani               | метание диска          | N/A              | N/A              | N/A           | N/A           | 35.72         | 10            | не участвовал  | не участвовал  |
| Octávio Zani               | метание молота         | N/A              | N/A              | N/A           | N/A           | 33.895        | 13            | не участвовал  | не участвовал  |
| Willy Seewald              | метание копья          | N/A              | N/A              | N/A           | N/A           | 49.39         | 9             | не участвовал  | не участвовал  |
| Enrico de Freitas          | Прыжок с шестом        | N/A              | N/A              | N/A           | N/A           | 3.40          | 5             | не участвовал  | не участвовал  |